# Colonia Liberación Social
Colonia Liberación Social är en ort i Mexiko.   Den ligger i kommunen Durango och delstaten Durango, i den centrala delen av landet, 800 km nordväst om huvudstaden Mexico City. Colonia Liberación Social ligger 1 876 meter över havet och antalet invånare är 463.
Terrängen runt Colonia Liberación Social är en högslätt. Runt Colonia Liberación Social är det ganska tätbefolkat, med 60 invånare per kvadratkilometer. Närmaste större samhälle är Victoria de Durango, 6,5 km väster om Colonia Liberación Social. Trakten runt Colonia Liberación Social består till största delen av jordbruksmark.